# Condado de Deaf Smith
El Condado de Deaf Smith es uno de los 254 condados del estado estadounidense de Texas. La sede del condado es Hereford, al igual que su mayor ciudad. El condado tiene un área de 3.880 km² (de los cuales 2 km² están cubiertos por agua), y una población de 18.561 habitantes, para una densidad de población de 5 hab/km² (según censo nacional de 2000). Este condado fue fundado en 1876.

## Demografía
Para el censo de 2000, había 18.561 personas, 6.180 cabezas de familia, y 4.832 familias residiendo en el condado. La densidad de población era de 12 habitantes por milla cuadrada.
La composición racial del condado era:
- 72,28% blancos
- 1,51% negros o negros americanos
- 0,80% nativos americanos
- 0,25% asiáticos
- 0,13% isleños
- 22,92% otras razas
- 2,11% de dos o más razas.

Había 6.180 cabezas de familia, de las cuales el 41,00% tenían menores de 18 años viviendo con ellas, el 61,00% eran parejas casadas viviendo juntas, el 12,60% eran mujeres cabeza de familia monoparental (sin cónyuge), y 21,80% no eran familias.
El tamaño promedio de una familia era de 3 miembros.
En el condado el 33,30% de la población tenía menos de 18 años, el 9,60% tenía de 18 a 24 años, el 25,50% tenía de 25 a 44, el 19,40% de 45 a 64, y el 12,10% eran mayores de 65 años, La edad promedio era de 31 años, Por cada 100 mujeres había 95,50 hombres, Por cada 100 mujeres mayores de 18 años había 91,90 hombres.

## Economía
Los ingresos medios de una cabeza de familia el condado eran de $29.601 y el ingreso medio familiar era $32.391. Los hombres tenían unos ingresos medios de $26.090 frente a $19.113 de las mujeres. El ingreso per cápita del condado ara de $13.119. El 19,30% de las familias y el 20,60% de la población estaban debajo de la línea de pobreza. Del total de gente en esta situación, 26,30% tenían menos de 18 y el 15,70% tenían 65 años o más.